# Silvio Orlando
Silvio Orlando (n. 30 iunie 1957, Napoli, Italia) este un actor de film și televiziune italian.
În timpul carierei sale, a câștigat Cupa Volpi pentru cea mai bună interpretare masculină și Premiul Pasinetti pentru cel mai bun actor la cea de-a 65-a ediție a Festivalului Internațional de Film de la Veneția pentru tatăl Giovannei. A mai câștigat 3 premii David di Donatello, 3 Nastri d'argento, 2 premii Globul de Aur și 2 premii Ciak d'oro.

## Biografie
Născut și crescut la Napoli, în cartierul Vomero, dintr-un tată originar din Pesco Sannita (în provincia Benevento) și o mamă napolitană, care a murit prematur când actorul avea doar nouă ani. În 1975 și-a făcut debutul ca muzician, cântând la flaut transversal în complexul Centrului Cultural pentru Tineret al capitalei Campaniei. 
În anul următor, și-a început cariera de actor pe scena teatrului napolitan, apoi a trecut la cinema, unde a lucrat cu diverși regizori de cinema italian, precum Gabriele Salvatores, Nanni Moretti, Daniele Luchetti, Carlo Mazzacurati, Antonello Grimaldi, Paolo Virzì, Sergio Citti, Wilma Labate, Riccardo Milani, Davide Ferrario, Mimmo Calopresti, Pupi Avati, Fausto Brizzi, Michele Placido, Giovanni Veronesi, Valeria Bruni Tedeschi și Roberto Andò.
În 1993, regizat pentru a doua oară de Gabriele Salvatores, a fost protagonist împreună cu Antonio Catania în filmul Sud. Tot în 1993 a jucat primul său rol dramatic într-un serial de televiziune, Felipe ha gli occhi azzurri 2. În 1996 a fost unul dintre cei doi protagoniști ai uneia dintre ultimele lucrări ale regizorului Sergio Citti I magi randagi (alături de Gastone Moschin și Patrick Bauchau), pe lângă participarea sa la Ferie d'agosto, un film de Paolo Virzì care analizează relația dintre dreapta și stânga în Italia neo-Berlusconiană.
În 2000 a câștigat Nastro d'argento ca cel mai bun actor protagonist pentru interpretarea sa din filmul Prefer sunetul mării de Mimmo Calopresti. În anul următor a participat la filmul câștigător al Palme d'Or la Cannes The Camera fiului de Nanni Moretti. Tot în 2001 a fost unul dintre protagoniștii filmului Luce dei mie occhi de Giuseppe Piccioni, în care s-a confruntat pentru prima dată cu rolul de „băiat rău”; filmul ia adus o nominalizare David di Donatello pentru cel mai bun actor în rol secundar. În 2006 a participat ca protagonist în filmul lui Nanni Moretti Caimanul, film datorită căruia a câștigat David di Donatello ca cel mai bun actor protagonist.
În 2008 a fost lansat filmul Haos calm de Antonello Grimaldi (bazat pe cartea cu același nume de Sandro Veronesi), în care a jucat alături de regizorul Nanni Moretti, Isabella Ferrari și Valeria Golino.
În septembrie 2008 a primit Cupa Volpi la a 65-a ediție a Festivalului Internațional de Film de la Veneția ca cel mai bun actor, pentru filmul Tatăl Giovannei de Pupi Avati. 
Pe 6 octombrie 2008 s-a căsătorit cu actrița Maria Laura Rondanini.

## Filmografie selectivă

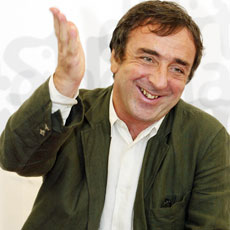
Silvio Orlando în 1998

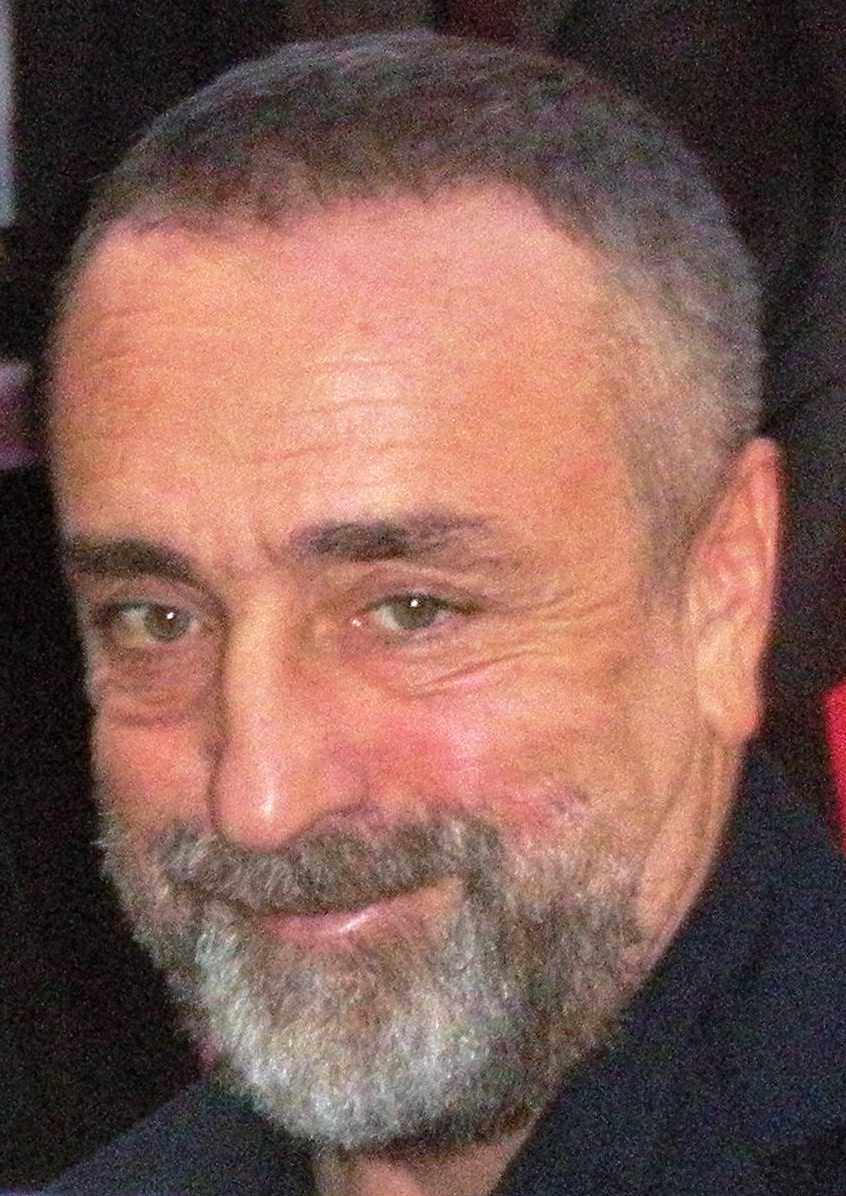
Silvio Orlando la Festivalul de Film de la Roma în 2010

### Actor

#### Anii 1980–1990
- 1987 Kamikazen - Ultima notte a Milano, regia Gabriele Salvatores
- 1989 Porumbița roșie (Palombella rossa), regia Nanni Moretti

- 1990 La settimana della Sfinge, regia Daniele Luchetti
- 1990 Matilda, regia Antonietta De Lillo și Giorgio Magliulo
- 1991 Omul cu servieta (Il portaborse), regia Daniele Luchetti
- 1992 Un'altra vita, regia Carlo Mazzacurati
- 1993 Arriva la bufera, regia Daniele Luchetti
- 1993 Sud, regia Gabriele Salvatores
- 1995 La scuola, regia Daniele Luchetti
- 1996 Cerul devine tot mai albastru (Il cielo è sempre più blu), regia Antonello Grimaldi
- 1996 Ferie d'agosto, regia Paolo Virzì
- 1996 I magi randagi, regia Sergio Citti
- 1996 La mia generazione, regia Wilma Labate
- 1996 Vesna va veloce, regia Carlo Mazzacurati
- 1996 Intolerance, regia Daniele Cini, episodul Arrivano i sandali
- 1997 Nirvana, regia Gabriele Salvatores
- 1997 Auguri professore, regia Riccardo Milani
- 1998 Figli di Annibale, regia Davide Ferrario
- 1998 Aprile, regia Nanni Moretti
- 1998 Polvere di Napoli, regia Antonio Capuano
- 1999 Fuori dal mondo, regia Giuseppe Piccioni

#### Anii 2000
- 2000 Preferisco il rumore del mare, regia Mimmo Calopresti
- 2001 Camera fiului (La stanza del figlio), regia Nanni Moretti
- 2001 Luce dei miei occhi, regia Giuseppe Piccioni
- 2002 Il consiglio d'Egitto, regia Emidio Greco
- 2002 Il bacio dell'orso, regia Sergej Bodrov
- 2002 El Alamein - La linea del fuoco, regia Enzo Monteleone
- 2003 Il posto dell'anima, regia Riccardo Milani
- 2004 Dopo mezzanotte, narratore, regia Davide Ferrario
- 2006 Caimanul (Il caimano), regia Nanni Moretti
- 2008 Haos calm (Caos calmo), regia Antonello Grimaldi
- 2008 Tatăl Giovannei (Il papà di Giovanna), regia Pupi Avati
- 2009 Ex, regia Fausto Brizzi
- 2009 Il grande sogno, regia Michele Placido

#### Anii 2010
- 2010 Genitori & figli - Agitare bene prima dell'uso, regia Giovanni Veronesi
- 2010 La passione, regia Carlo Mazzacurati
- 2011 Missione pace, regia Francesco Lagi
- 2013 Un castello in Italia, regia Valeria Bruni Tedeschi
- 2013 La variabile umana, regia Bruno Oliviero
- 2014 La sedia della felicità, regia Carlo Mazzacurati
- 2016 Un paese quasi perfetto, regia Massimo Gaudioso

#### Anii 2020
- 2020 Lacci, regia Daniele Luchetti
- 2021 Ariaferma, regia Leonardo Di Costanzo
- 2021 Il bambino nascosto, regia Roberto Andò
- 2022 Siccità, regia Paolo Virzì
- 2022 Il mio amico Massimo, regia Alessandro Bencivenga – film docu
- 2023 Il sol dell'avvenire, regia Nanni Moretti
- 2024 Un altro ferragosto, regia Paolo Virzì
- 2024 Parthenope, regia Paolo Sorrentino

#### Scurtmetraj
- 1999 Il grido d'angoscia dell'uccello predatore (20 tagli d'Aprile), regia Nanni Moretti

## Premii și nominalizări
- 1998 David di Donatello – Cel mai bun actor în rol secundar pentru Aprile
- 2000 Nastro d'argento – Cel mai bun actor pentru Je préfère le bruit de la mer
- 2006 David di Donatello – Cel mai bun actor pentru Caimanul
- 2007 Nastro d'argento – Cel mai bun actor pentru Caimanul
- 2008 Festivalul de la Veneția – Cupa Volpi pentru cea mai bună interpretare masculină pentru Tatăl Giovannei
- 2022 David di Donatello – Cel mai bun actor pentru Ariaferma
- 2022 Ciak d'oro – Nominalizare pentru Cel mai bun actor protagonist cu Toni Servillo pentru Ariaferma[5][6]